# Unión Soviética en los Juegos Olímpicos de Innsbruck 1964
La Unión Soviética estuvo representada en los Juegos Olímpicos de Innsbruck 1964 por un total de 69 deportistas que compitieron en 8 deportes.  
El portador de la bandera en la ceremonia de apertura fue el patinador de velocidad Yevgueni Grishin.

## Medallistas
El equipo olímpico soviético obtuvo las siguientes medallas:
| Nombre                                                       | Deporte               | Competición  |
| ------------------------------------------------------------ | --------------------- | ------------ |
| Oro                                                          |                       |              |
| Vladimir Melanin                                             | Biatlón               | 20 km M      |
| Klavdiya Boyarskij                                           | Esquí de fondo        | 5 km F       |
| Klavdiya Boyarskij                                           | Esquí de fondo        | 10 km F      |
| Alevtina Kolchina Yevdokiya Mekshilo Klavdiya Boyarskij      | Esquí de fondo        | 3 × 5 km F   |
| Equipo                                                       | Hockey sobre hielo    | Torneo M     |
| Liudmila Belousova Oleg Protopopov                           | Patinaje artístico    | Parejas      |
| Ants Antson                                                  | Patinaje de velocidad | 1500 m M     |
| Lidiya Skoblikova                                            | Patinaje de velocidad | 500 m F      |
| Lidiya Skoblikova                                            | Patinaje de velocidad | 1000 m F     |
| Lidiya Skoblikova                                            | Patinaje de velocidad | 1500 m F     |
| Lidiya Skoblikova                                            | Patinaje de velocidad | 3000 m F     |
| Plata                                                        |                       |              |
| Alexandr Privalov                                            | Biatlón               | 20 km M      |
| Nikolai Kiseliov                                             | Combinada nórdica     | Individual M |
| Yevdokiya Mekshilo                                           | Esquí de fondo        | 10 km F      |
| Vladimir Orlov                                               | Patinaje de velocidad | 500 m M      |
| Yevgueni Grishin                                             | Patinaje de velocidad | 500 m M      |
| Irina Yegorova                                               | Patinaje de velocidad | 500 m F      |
| Irina Yegorova                                               | Patinaje de velocidad | 1000 m F     |
| Valentina Stenina                                            | Patinaje de velocidad | 3000 m F     |
| Bronce                                                       |                       |              |
| Igor Voronchijin                                             | Esquí de fondo        | 30 km M      |
| Ivan Utrobin Guennadi Vaganov Igor Voronchijin Pavel Kolchin | Esquí de fondo        | 4 × 10 km M  |
| Alevtina Kolchina                                            | Esquí de fondo        | 5 km F       |
| Mariya Gusakova                                              | Esquí de fondo        | 10 km F      |
| Tatiana Sidorova                                             | Patinaje de velocidad | 500 m F      |
| Berta Kolokoltseva                                           | Patinaje de velocidad | 1500 m F     |